# Song to Song
Pour plus de détails, voir Fiche technique et Distribution.
Song to Song est un film dramatique américain écrit et réalisé par Terrence Malick, sorti en 2017.
Le film raconte deux histoires d'amour à Austin, au Texas, sur la scène musicale. Celle de deux chanteurs, BV et Faye, puis celle d'un magnat de l'industrie musicale, Cook, et d'une serveuse, Rhonda. Un univers dans lequel ils voudront trouver le succès, au prix de la trahison.

## Synopsis
À Austin, au Texas, Faye est une guitariste qui cherche la notoriété. Elle rencontre Cook, un magnat important de la scène musicale, qui devient son amant en espérant qu'il l'aidera à être connue. Puis elle couche avec BV, un chanteur en herbe, qui travaille avec Cook qui lui a permis de percer dans la chanson. Lors d'un voyage au Mexique, Cook remarque que BV et Faye sont très proches, leur liaison étant secrète.
De retour au Texas, alors que Faye et BV continuent à se voir, Cook rencontre de son côté Rhonda, une enseignante devenue serveuse dans un restaurant. Ce dernier la drague et lui demande de quitter son emploi pour le suivre ce qu'elle accepte. Les deux se marient et Cook offre une maison à la mère de Rhonda. BV découvre que Cook s'est approprié ses chansons tout en l'écartant de ces dernières. Trahi, BV met fin à leur amitié. Cook propose à Faye de signer un contrat avec lui. Proche de son rêve, elle ne refuse pas sa proposition. Pourtant, elle avoue à BV qu'elle a couché plusieurs fois avec Cook - y compris une fois lors d'un plan à trois avec lui et Rhonda, car il est le seul à pouvoir lui ouvrir les portes de l'industrie musicale. Une seconde fois trahi, BV la quitte.
BV et Faye rencontrent un nouvel amour éphémère. BV sort avec Amanda, une femme mûre, tandis que Faye entame une liaison avec Zoey, une parisienne fraîchement installée à Austin. Cependant, lors d'un déjeuner, Amanda est humiliée par la mère de BV. Elle reproche à son fils de sortir avec une femme plus âgée que lui. BV et Amanda se séparent. De son côté Faye quitte Zoey et revoit BV.
Pendant ce temps, Rhonda, croyante, est excédée par les jeux sexuels et les excès de Cook. Se sentant humiliée, elle se donne la mort. Cook la découvre morte et s'effondre. Il finit seul.
BV et Faye se revoient mais décident, malgré leur amour, de vivre chacun de leur côté. Elle, pour poursuivre son rêve dans l'industrie musicale et lui pour s'occuper de son père malade avec qui il entretient des rapports difficiles. Pour subvenir aux besoins de sa famille, il devient ouvrier sur un chantier. Mais, finalement, BV et Faye se retrouvent et s'aiment.

## Fiche technique
Sauf indication contraire, les informations mentionnées dans cette section peuvent être confirmées par la base de données cinématographiques IMDb,  présente dans la section « Liens externes ».
- Titre original et français : Song to Song
- Titre de travail : Lawless
- Réalisateur : Terrence Malick
- Scénario : Terrence Malick
- Direction artistique : Ruth De Jong
- Décors : Jack Fisk
- Costumes : Jacqueline West
- Photographie : Emmanuel Lubezki
- Montage : Brian Berdan, A.J. Edwards et Keith Fraase
- Production : Nicolas Gonda, Sarah Green et Ken Kao
- Sociétés de production : Buckeye Pictures et FilmNation Entertainment
- Pays d’origine :  États-Unis
- Langue originale : anglais
- Genre : drame
- Durée : 129 minutes
- Dates de sortie :
  - États-Unis : 17 mars 2017
  - France : 12 juillet 2017

## Distribution
- Ryan Gosling (VF : Alexandre Gillet) : BV
- Rooney Mara (VF : Jessica Monceau) : Faye
- Michael Fassbender (VF : Jean-Pierre Michaël) : Cook
- Natalie Portman (VF : Sylvie Jacob) : Rhonda
- Cate Blanchett (VF : Déborah Perret) : Amanda
- Holly Hunter (VF : Martine Irzenski) : Miranda
- Bérénice Marlohe (VF : Rafaèle Moutier) : Zoey
- Val Kilmer (VF : Philippe Vincent) : Duane
- Lykke Li (VF : Edwige Lemoine) : Lykke
- Linda Emond : Judy, la mère de BV
- Tom Sturridge (VF : Nicolas Dussaut) : le frère de BV
- Austin Amelio : le frère de BV
- Brady Coleman (VF : Georges Claisse) : Le père de Faye
- Jaylyn Jones (VF : Céline Ronté) : une escorte

Dans leurs propres rôles
- Black Lips
- Flea
- Anthony Kiedis
- Josh Klinghoffer
- John Lydon
- Neon Indian
- Iggy Pop (VF : Patrick Béthune)
- Chad Smith
- Patti Smith (VF : Marie Vincent)
- Spank Rock
- Tegan and Sara
- Florence Welch
- Big Freedia (en)
- The Lizardman

 Source et légende : version française (VF) sur RS Doublage

## Version française
- Société de doublage : Dubbing Brothers
- Adaptation des dialogues : Ludovic Manchette et Christian Niemiec
- Direction artistique : Luc Bernard

## Développement
Le film était à l'origine intitulé Lawless, mais Terrence Malick autorisa le cinéaste John Hillcoat à utiliser le titre pour son film de 2012. En mars 2015, des rumeurs annoncent que le titre sera finalement Weightless. Rooney Mara a déclaré en décembre 2011, quand le film de Terrence Malick était encore intitulé Lawless, que le tournage devait commencer en septembre 2012. En septembre 2012, quelques scènes furent tournées à Austin (Texas),.
Christian Bale, ainsi que les groupes musicaux Arcade Fire, Iron & Wine et Fleet Foxes, ont été annoncés au casting. Leurs scènes ont été coupées au montage et n'apparaitront donc pas dans le film. Les rôles de Benicio del Toro, d'Haley Bennett et ceux de Boyd Holbrook et Trevante Rhodes ont été également supprimés du film, présenté en avant-première mondiale au South by Southwest Film Festival, à Austin, au Texas, le 10 mars 2017,.

## Accueil

### Accueil critique
L'accueil critique est moyen : le site Allociné recense une moyenne des critiques presse de 2,9/5, et des critiques spectateurs à 2,5/5.
Serge Kaganski des Inrockuptibles déclare « est-ce qu’on s'est tous complètement plantés au sujet de Terrence Malick ?  A défaut de réponse certaine et définitive, la question mérite au moins d'être posée après le visionnage de cet ahurissant Song to Song, faisant suite aux tout aussi étonnants (dans le mauvais sens) À la merveille ou Voyage of Time. [...] Cet évanescent ballet romantico-philosophique se déroule dans des décors d'un luxe morbide frisant l'obscénité en nos temps de crise généralisée [...]. Est-ce un film, une pub pour Côté Sud ou bien le clip d’une agence immobilière haut de gamme ? [...] Ça dure deux heures, pourrait en durer trois, ou une, on ne voit pas bien la différence tant ce film a des allures de long interlude chic. ».
Pour le Figaro, « Quelle tristesse! Comment se réjouir d'assister au déclin d'un génie? Malick est devenu ce raseur qui pérore, accoudé au manteau de la cheminée. Il assène des évidences d'un ton docte et profond. Il filme de trop haut pour transmettre la moindre émotion. Son étrange fascination pour les piscines, son goût des penthouses dominant la ville se concevraient chez un agent immobilier. ».
Pour Louis Guichard de Télérama, « voici quelques raisons de renouer avec Terrence Malick, pour ceux, nombreux, qui ont été déçus par un, ou deux, ou plus, de ses derniers films. Song to Song, qui forme une sorte de trilogie avec À la merveille (2012) et Knight of Cups (2015), est le meilleur des trois. [...] Dans ce laboratoire de cinéma, où la fiction prolifère sans limites (un montage initial durait plusieurs heures), la fin a tout d'une concession (la seule) aux lois de la narration classique. De fait, elle paraît simpliste. ».

### Box-office
- France : 83 438 entrées[14]